# Han Gong-ju
Han Gong-ju è un film del 2013 diretto da Lee Su-jin.

## Trama
Han Gong-ju va a vivere in una casa in una zona sconosciuta. La casa appartiene alla madre del suo ex insegnante di liceo. La madre vuole sapere perché suo figlio ha lasciato lì Han Gong-ju, anche se ha promesso che sarebbe rimasta solo per una settimana. Parallelamente è in corso un'indagine della polizia nella città natale di Han Gong-ju.